# Pia de' Tolomei (Donizetti)
Pia de' Tolomei és una tragèdia lirica, o òpera tràgica en dos actes, amb música de Gaetano Donizetti. Salvatore Cammarano va escriure'n el llibret italià basat en la novel·la La Pia de' Tolomei (1822) de Bartolomeo Sestini, al seu torn basada en un episodi de La Divina Comèdia de Dant, concretament de la segona part: El Purgatori. Va ser estrenada al Teatre Apollo de Venècia el 18 de febrer de 1837.
Pia de' Tolomei és un personatge tràgic que Dant es troba durant la seua davallada al Purgatori. La història de Pia era tan coneguda per als contemporanis de Dant que la breu al·lusió que en fa a La Divina Comèdia era prou per saber de qui estava parlant:
| Italià | Traducció al català |
| --- | --- |
| "Deh, quando tu sarai tornato al mondo, e riposato de la lunga via", seguitò 'l terzo spirito al secondo, "Ricorditi di me, che són la Pia; Siena mi fé, disfecemi Maremma: salsi colui che 'nnanellata pria disposando m'avea con la sua gemma". | «Ah, quan tu hages retornat al món, i descansat ja del teu llarg viatge», continuà un tercer esperit, «recorda-te'n de mi, que sóc la Pia; em va fer Siena, em va desfer Maremma: ho sap bé qui, en casar-nos, ja m'havia posat al dit l'anell amb una gemma»"). |

## Origen i context
Donizetti va accedir a escriure Pia de' Tolomei per al Teatre La Fenice de Venècia i va començar a compondre-la l'octubre de 1836 abans de l'estrena de L'assedio di Calais a Nàpols al novembre. A principis de desembre se'n va anar a Venècia, però es va entretenir a Gènova per una quarantena de divuit dies a causa d'una epidèmia de còlera i mentre estava allà es va assabentar que La Fenice havia estat destruït per un incendi el 12 de desembre. Atès que els directors van haver de cancel·lar la temporada, volien que ell prengués una reducció substancial de la seva paga. Després d'aquesta notícia, Donizetti va voler tornar a Nàpols, però com que acaba de signar un contracte per comprar una nova casa abans de sortir de Nàpols, va canviar d'opinió i va decidir passar directament a Venècia per veure què es podia fer. Després d'arribar-hi va ser capaç d'arribar a un acord amb la direcció de La Fenice i el seu empresari, Alessandro Lanari, per realitzar Pia de' Tolomei a principis de febrer en un altre teatre de Venècia, el Teatro Apollo, on la temporada de la Fenice havia estat traslladat.

## Representacions
L'estrena es va retardar quan el baix Celestino Salvatori, que havia estat programat per cantar el paper de Nello Della Pietra, va emmalaltir, i Donizetti va haver de reescriure la part pel baríton Giorgio Ronconi. L'òpera finalment es va estrenar el 18 de febrer, i Donizetti va escriure una carta a un amic que "Pia va agradar del tot, a excepció del final del primer acte." De fet, aquest final havia estat "rebut amb xiulets de desaprovació". Donizetti va revisar l'òpera amb l'ajuda de Cammarano a la primavera de 1837, i aquesta versió es va dur a terme el 31 de juliol de 1837 a la localitat adriàtica de Sinigaglia. Donizetti la va revisar per segona vegada amb l'ajuda d'un llibretista desconegut per al Teatro Argentina de Roma, on es va realitzar el maig de 1838 amb la soprano Giuseppina Strepponi (la futura esposa de Verdi) en el paper principal.
Finalment es va representar el 30 de setembre 1838 a Nàpols, però sota la condició que Pia no havia de morir. No va ser ben rebuda durant les seves deu actuacions, i va ser restablert a finals de 1839. L'òpera es va estrenar a Milà i Florència el 1839 (així com en altres teatres italians), al Teatre Nou de Barcelona el 1844, a Lisboa el 1847, i a Malta el 1854-1855, després de les quals va caure del repertori.
Al segle xx es va dur a terme un renaixement el 3 de setembre de 1967 al Teatre dei Rinnovati de Siena, una producció que també se celebrà a Bolonya el març de l'any següent. També es va fer en concert el 26 de febrer de 1978 al Queen Elizabeth Hall de Londres.

## Repartiment estrena
| Rol                                       | Tipus de veu | Elenc estrena, 18 de febrer de 1837 (Director: -) |
| ----------------------------------------- | ------------ | ------------------------------------------------- |
| Pia, esposa de Nello                      | soprano      | Fanny Tacchinardi Persiani                        |
| Ghino Degli Armieri, cosí de Nello        | tenor        | Antonio Poggi                                     |
| Nello Della Pietra                        | baríton      | Giorgio Ronconi                                   |
| Rodrigo, germà de Pia                     | contralt     | Rosina Mazzarelli                                 |
| Piero, un ermità                          | baix         | Alessandro Meloni                                 |
| Ubaldo, servent de Nello                  | tenor        | Alessandro Giacchini                              |
| Bice                                      | soprano      | Marietta Bramati                                  |
| Lamberto, vell criat de la família de Pia | baix         | Alessandro Cecconi                                |
| Funcionaris, padrines, ermitans           |              |                                                   |

## Argument

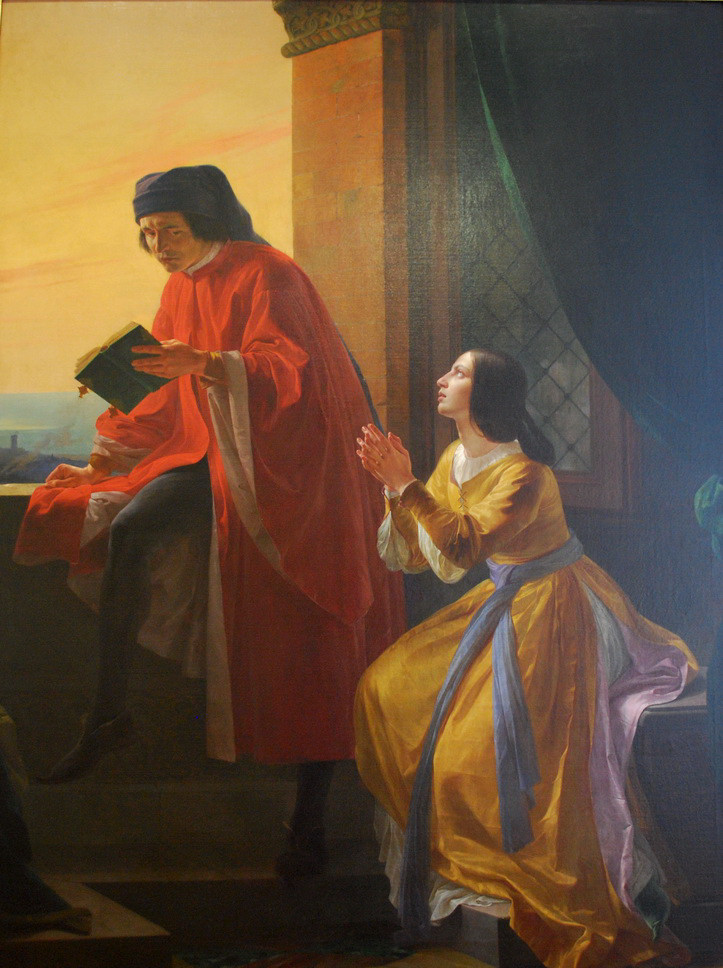
Pia de' Tolomei
(Carlo Arienti, 1843–1854)

Ghino s'ha enamorat de Pia, muller del seu cosí Nello, un cavaller gibel·lí. Quan ella refusa el seu amor, Ghino, com a revenja, informa Nello que ha interceptat un missatge secret (trobat pel malvat criat Ubaldo) que prova que Pia manté una relació adúltera. Ghino acudeix al lloc de reunió indicat al missatge, i troba a Pia amb un home. Ghino no sap que no es tracta d'un amant de la seua muller, sinó del seu germà Rodrigo, un güelf a qui ella tracta d'ajudar a fugir de la presó de Nello. Tot i que Rodrigo aconsegueix fugir, Pia és descoberta i empresonada.
De nou, Ghino ofereix a Pia el seu amor, prometent-li la llibertat si ella l'accepta; però la dona el rebutja de nou. Impressionat per la virtut de Pia i informat de la vertadera identitat del seu suposat amant, Ghino se'n penedeix i, mortalment ferit a la batalla, revela la veritat a Nello. Però Nello, mentrestant, havia donat ordre a Ubaldo d'enverinar Pia. Nello s'afanya a buscar el seu servent per a intentar detenir-lo, però és massa tard: troba la seua muller agonitzant. Al seu llit de mort, Pia perdona el seu marit i obté la reconciliació entre ell i Rodrigo.

## Enregistraments selectes
- Majella Cullagh, Manuela Custer, Bruce Ford, Roberto Servile, Mark Wilde, Mirco Palazzi, Patrizia Biccire; Geoffrey Mitchell Choir; London Philharmonic Orchestra; Director: David Parry. Interpretada per l'Edició Crítica feta per Giorgio Pagannone per a la Fundació Donizetti, Bèrgam. Opera Rara ORC30 CD
- Patrizia Ciofi, Laura Polverelli, Dario Schmunck, Andrew Schroeder, Francesco Meli, Daniel Borowski, Clara Polito; Orquestra i Cor del Teatre La Fenice; Director: Paolo Arrivabeni. Interpretada per l'Edició Crítica feta per Giorgio Pagannone per a la Fundació Donizetti, Bèrgam. Dynamic 33488 DVD